# Ceratinopsis nigripalpis
Ceratinopsis nigripalpis är en spindelart som beskrevs av James Henry Emerton 1882. Ceratinopsis nigripalpis ingår i släktet Ceratinopsis och familjen täckvävarspindlar. Inga underarter finns listade i Catalogue of Life.